# Comuna Fărău, Alba

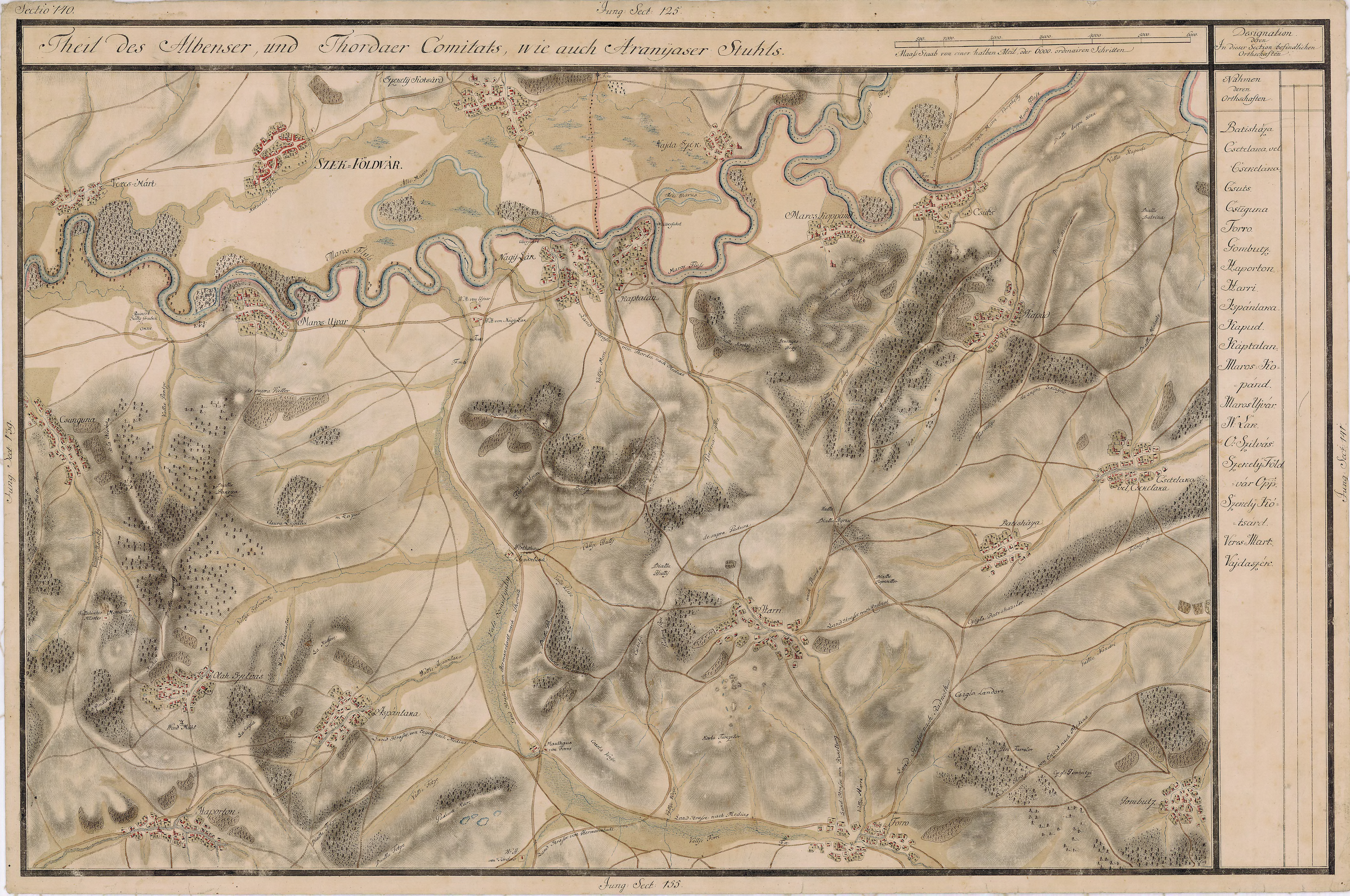
Fărău (Forró) pe Harta Iosefină a Transilvaniei, 1769-1773 (sectio 140)

Fărău (în maghiară: Magyarforró, în germană: Brenndorf) este o comună în județul Alba, Transilvania, România, formată din satele Fărău (reședința), Heria, Medveș, Sânbenedic și Șilea.

## Istoric
Pe Harta Iosefină a Transilvaniei din 1769-1773 (Sectio 140) apare sub numele de Forró.

## Demografie
Componența etnică a comunei Fărău
     Români (78,59%)
     Maghiari (11,59%)
     Alte etnii (0,84%)
     Necunoscută (8,98%)
Componența confesională a comunei Fărău
     Ortodocși (70,53%)
     Reformați (12,2%)
     Penticostali (5,99%)
     Alte religii (2,23%)
     Necunoscută (9,06%)
Conform recensământului efectuat în 2021, populația comunei Fărău se ridică la 1.303 locuitori, în scădere față de recensământul anterior din 2011, când fuseseră înregistrați 1.569 de locuitori. Majoritatea locuitorilor sunt români (78,59%), cu o minoritate de maghiari (11,59%), iar pentru 8,98% nu se cunoaște apartenența etnică. Din punct de vedere confesional, majoritatea locuitorilor sunt ortodocși (70,53%), cu minorități de reformați (12,2%) și penticostali (5,99%), iar pentru 9,06% nu se cunoaște apartenența confesională.

## Politică și administrație
Comuna Fărău este administrată de un primar și un consiliu local compus din 9 consilieri. Primarul, Ioan Stoia[*], de la Partidul Național Liberal, este în funcție din octombrie 2020. Începând cu alegerile locale din 2024, consiliul local are următoarea componență pe partide politice:
|  | Partid                                 | Consilieri | Componența Consiliului | Componența Consiliului | Componența Consiliului | Componența Consiliului | Componența Consiliului | Componența Consiliului | Componența Consiliului |
|  | -------------------------------------- | ---------- | ---------------------- | ---------------------- | ---------------------- | ---------------------- | ---------------------- | ---------------------- | ---------------------- |
|  | Partidul Național Liberal              | 7          |                        |                        |                        |                        |                        |                        |                        |
|  | Partidul Social Democrat               | 1          |                        |                        |                        |                        |                        |                        |                        |
|  | Uniunea Democrată Maghiară din România | 1          |                        |                        |                        |                        |                        |                        |                        |

## Atracții turistice
- Biserica de lemn "Sfinții Arhangheli Mihail și Gavril" din satul Fărău, construcție 1762, monument istoric
- Biserica de lemn "Sfântul Nicolae" din satul Sânbenedic, construcție secolul al XVIII-lea, monument istoric
- Biserica de lemn "Sfinții Arhangheli" din Sânbenedic, construcție 1775, monument istoric
- Biserica de lemn "Sfântul Nicolae" din satul Șilea, construcție secolul al XVIII-lea, monument istoric

## Personalități
- Alexandru Lupeanu Melin (1887 - 1937), scriitor;
- Valeriu Sas (1888 - 1949), delegat la Marea Adunare Națională de la Alba Iulia 1918.

## Imagini

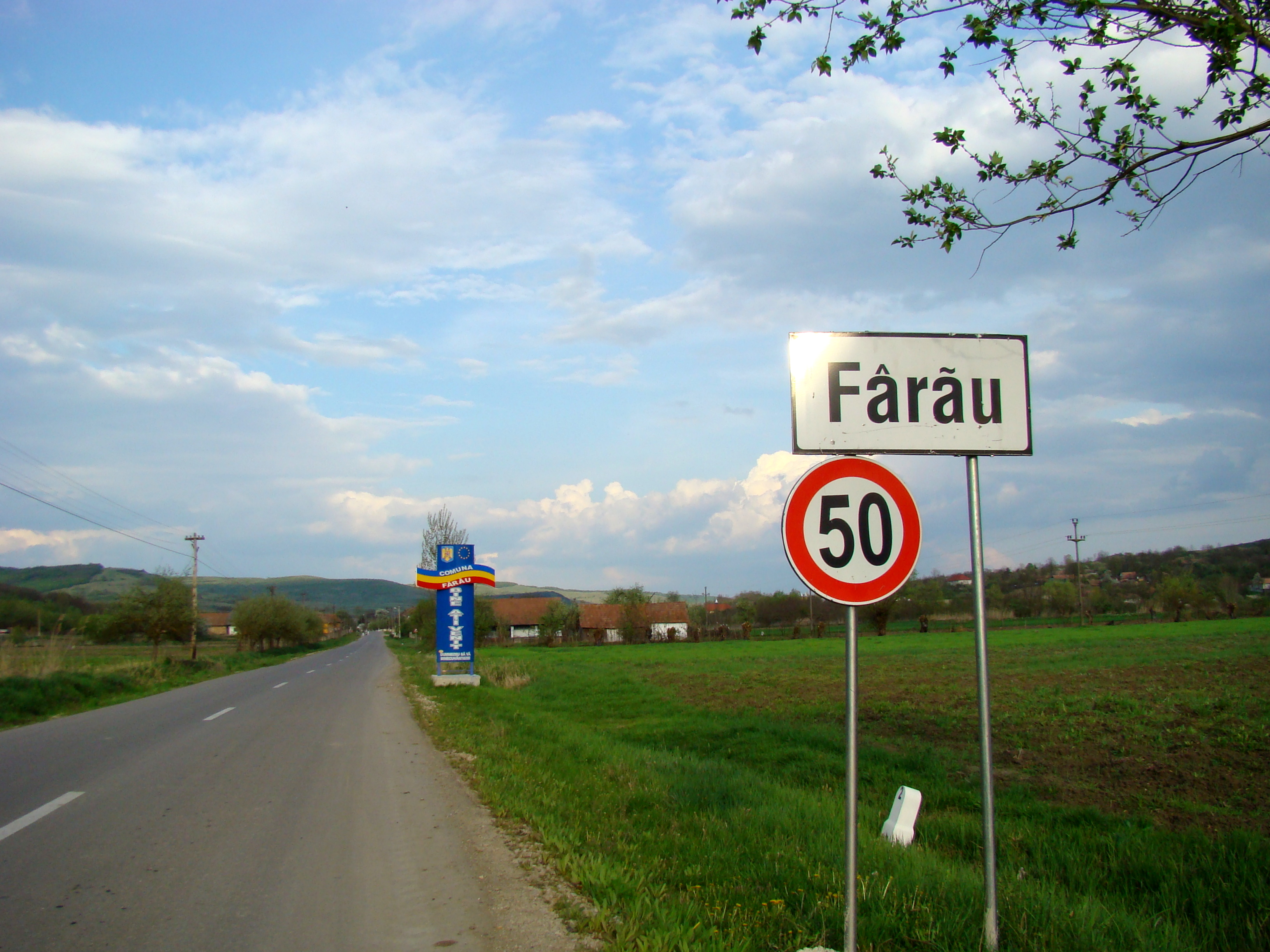
Fărău
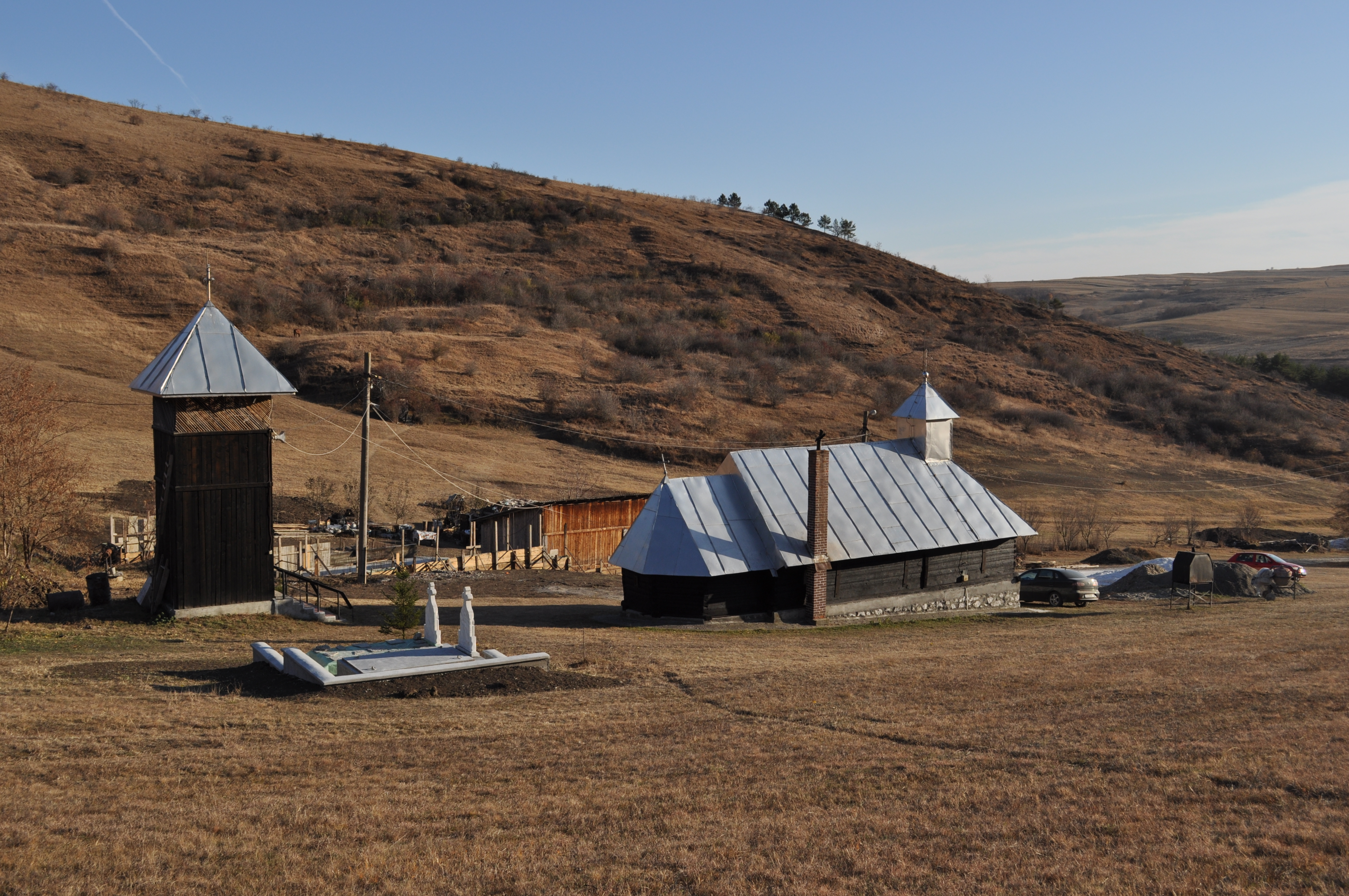
Mănăstirea Fărău
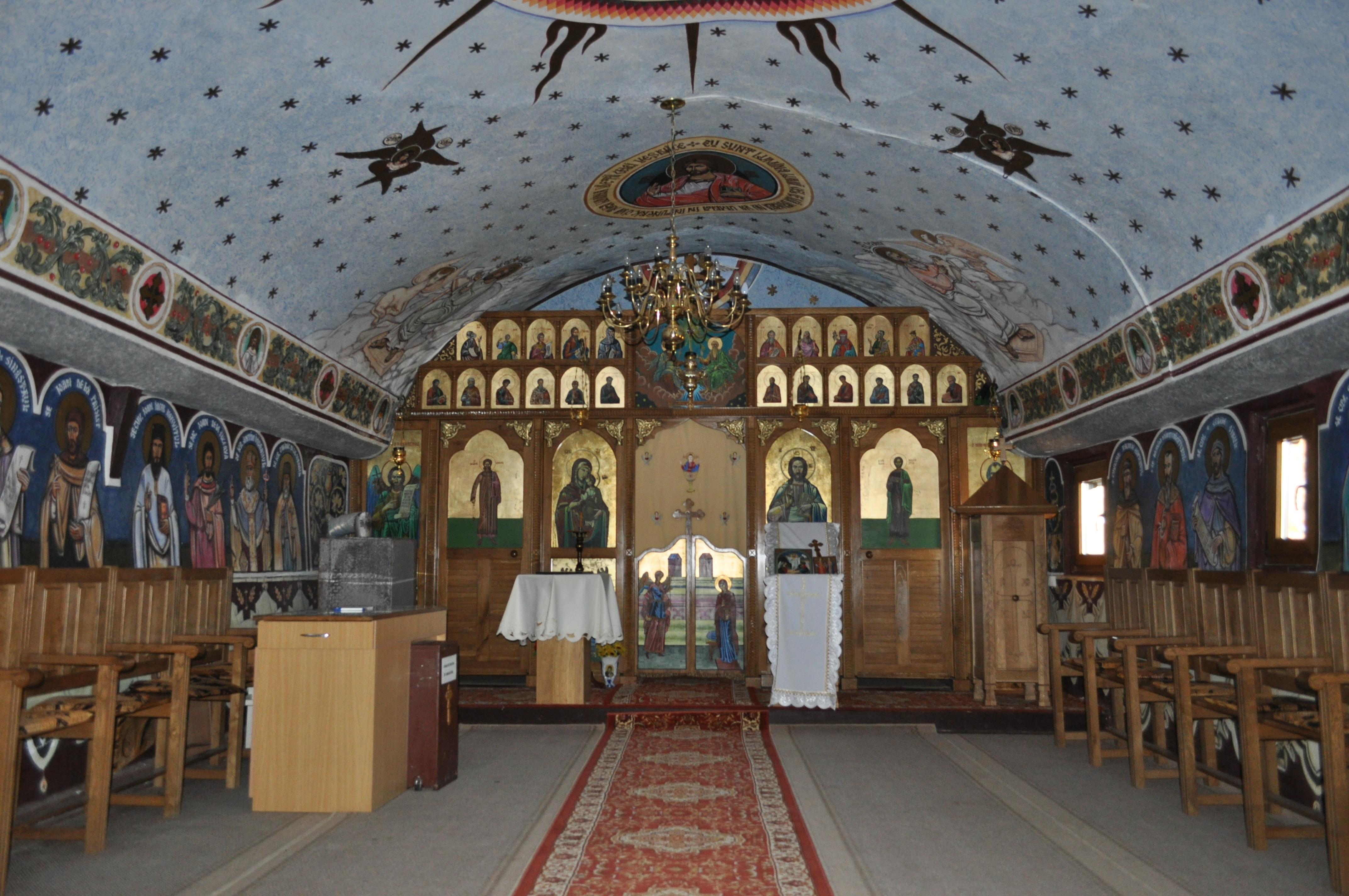
Mănăstirea Fărău
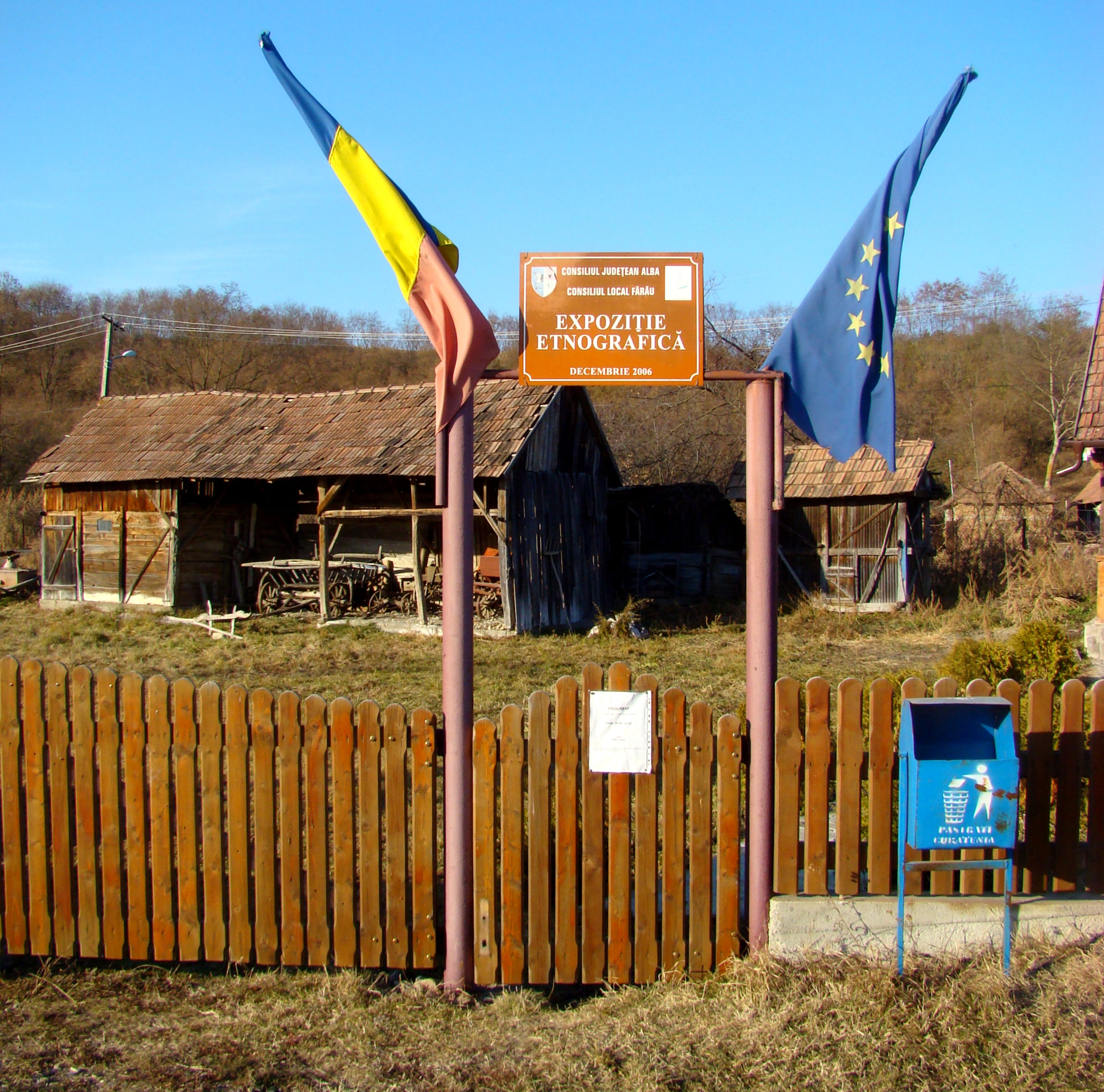
Expoziția etnografică
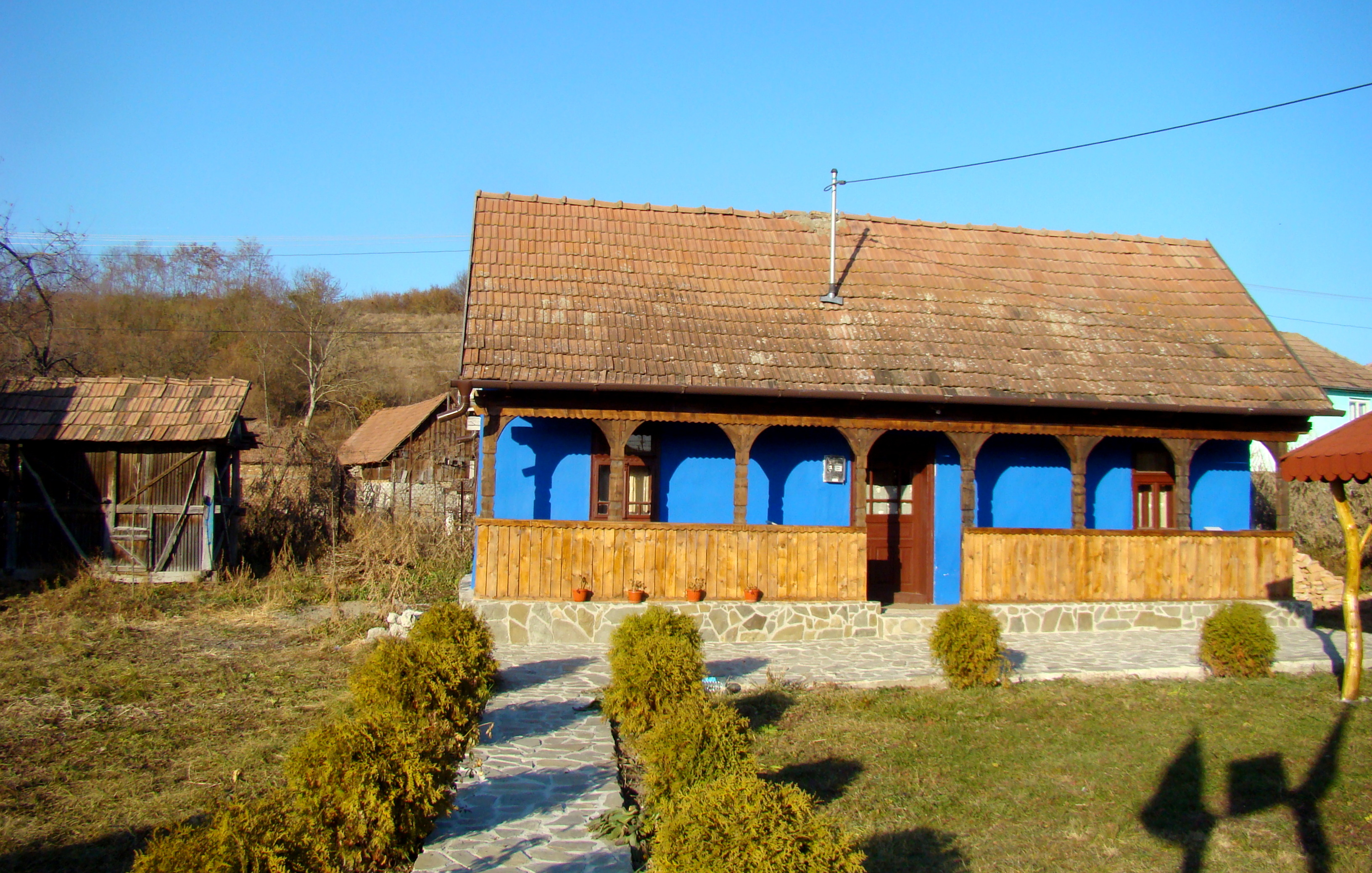
Expoziția etnografică
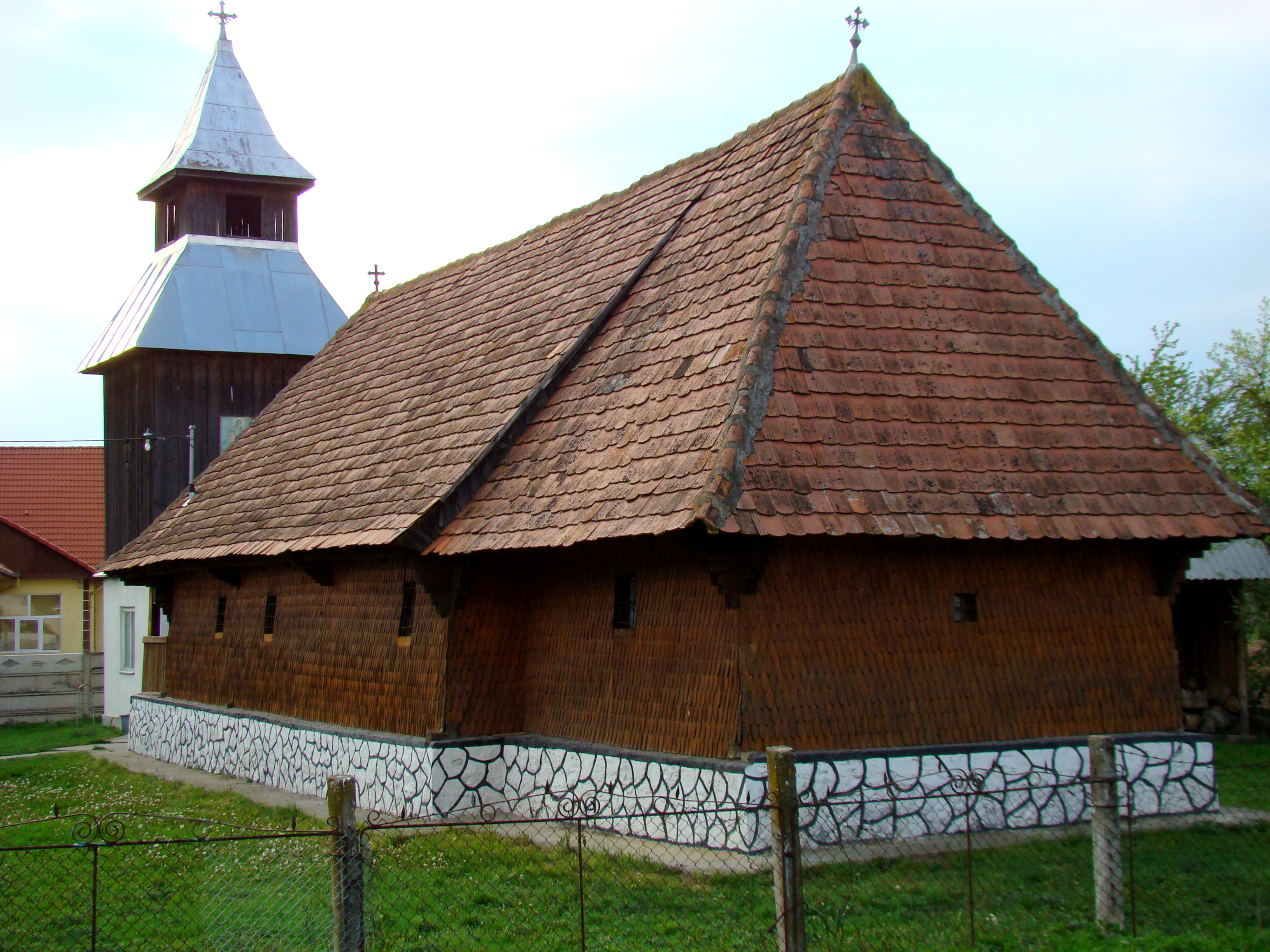
Biserica de lemn din Fărău (monument istoric)
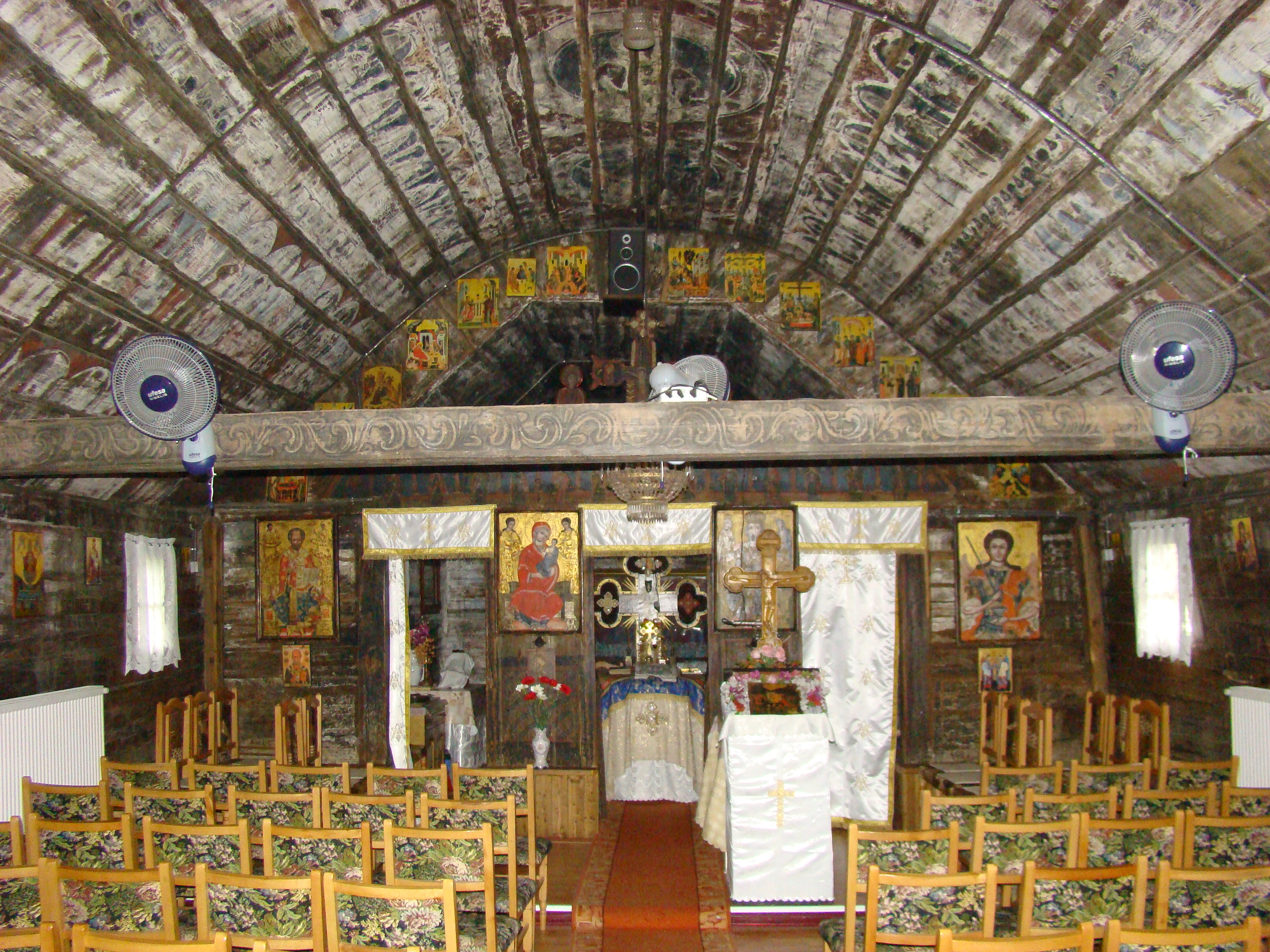
Biserica de lemn din Fărău (monument istoric)
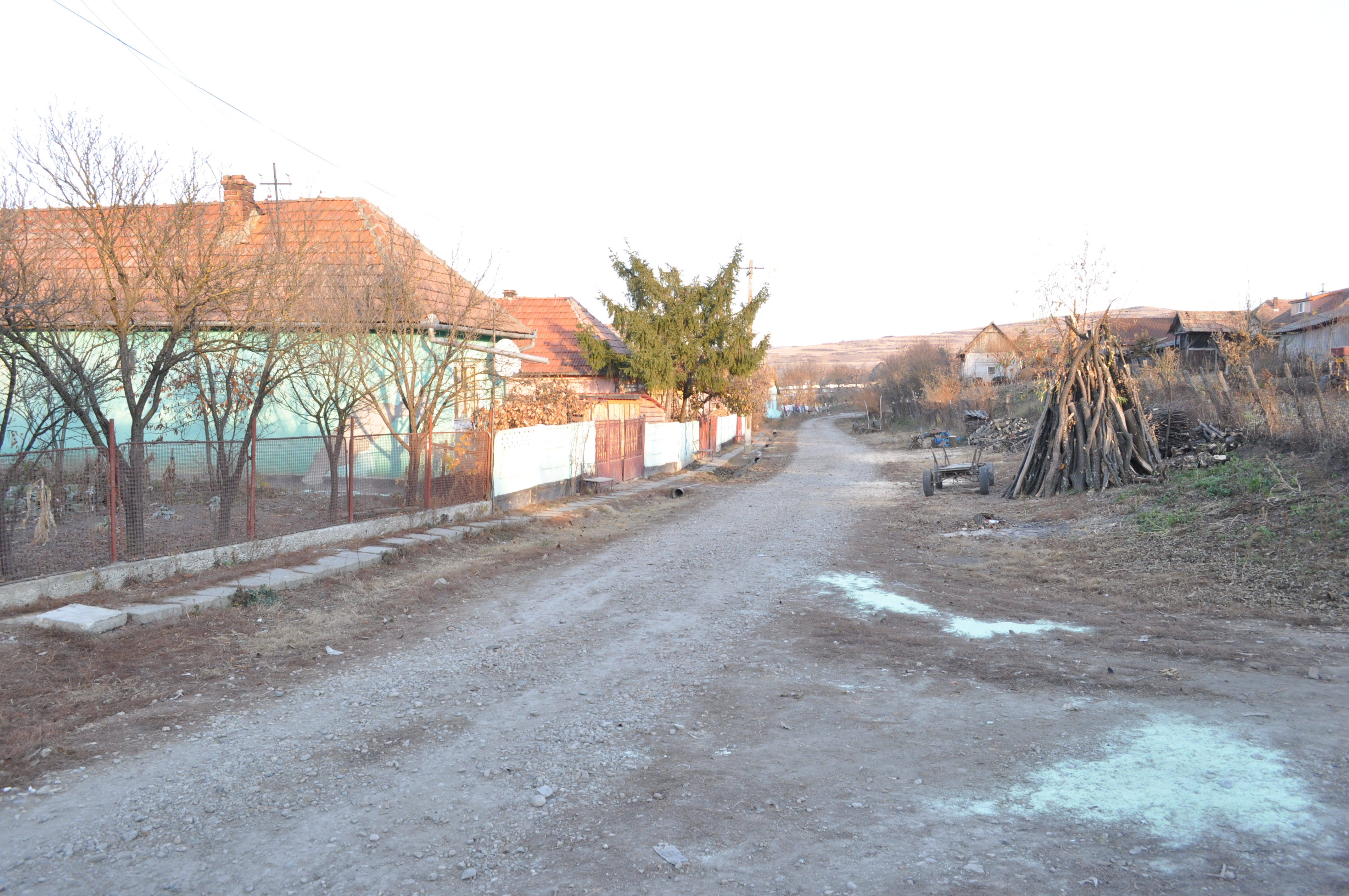
Șilea
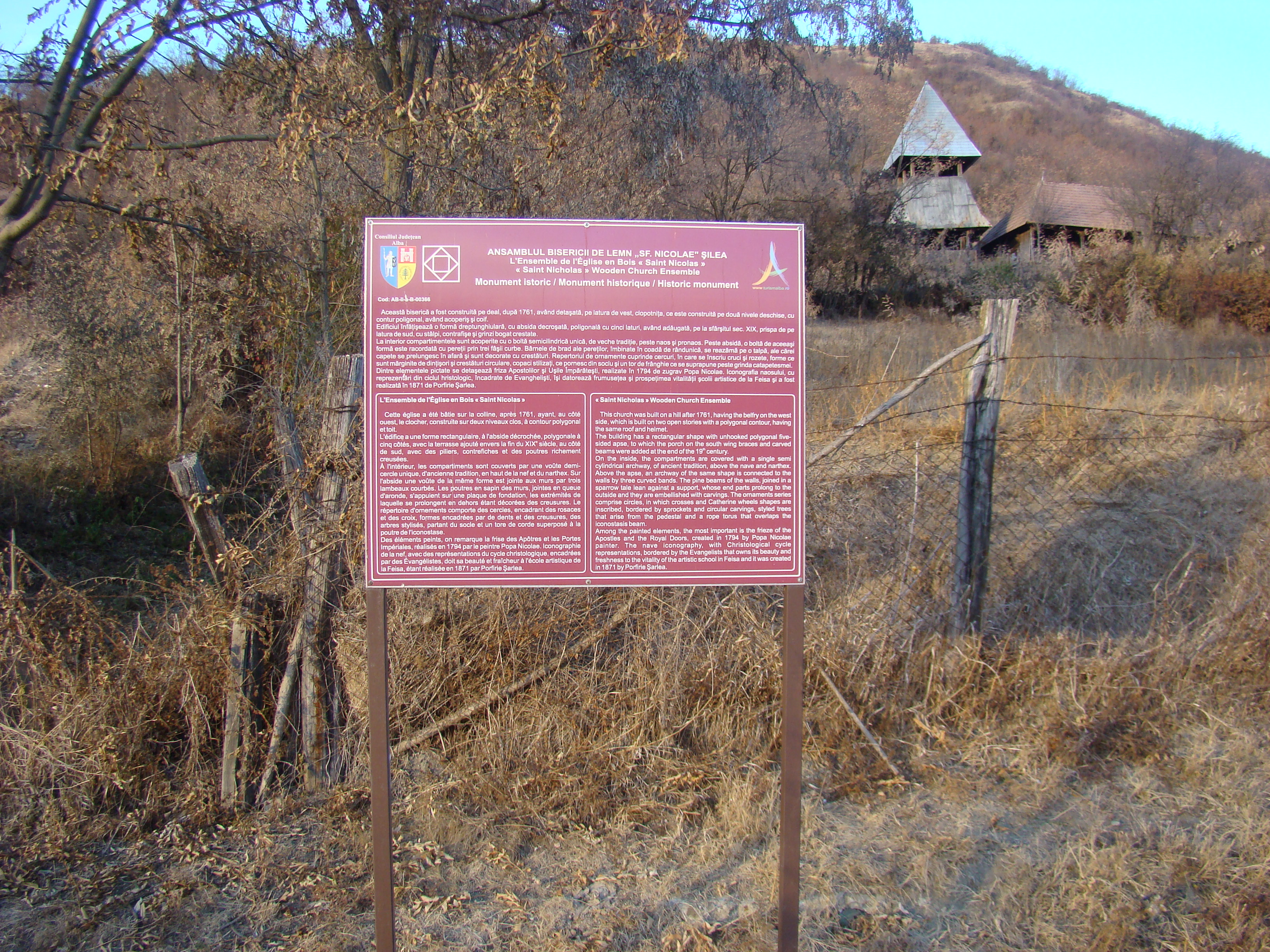
Biserica de lemn Sfântul Nicolae din Șilea (monument istoric)
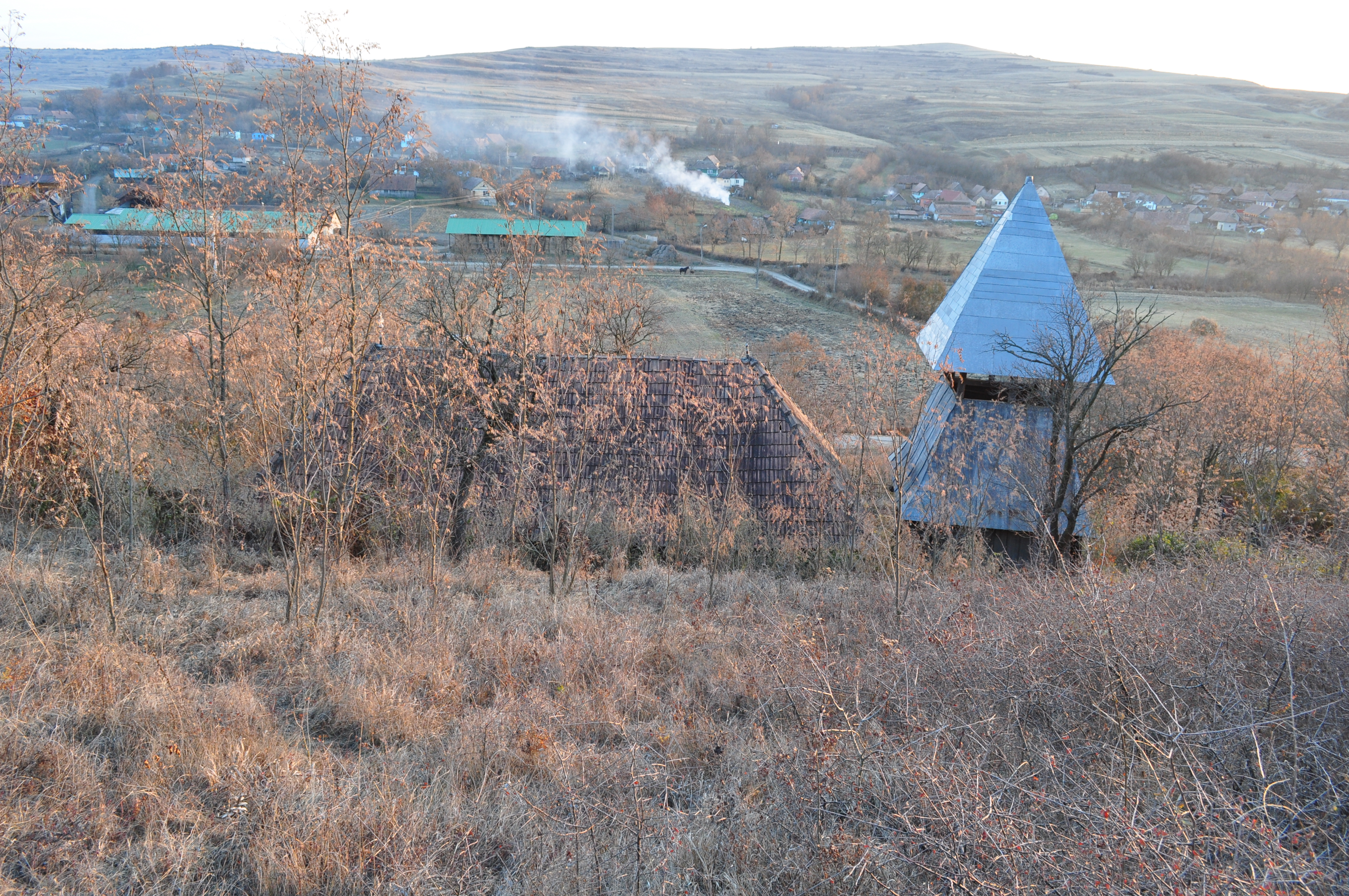
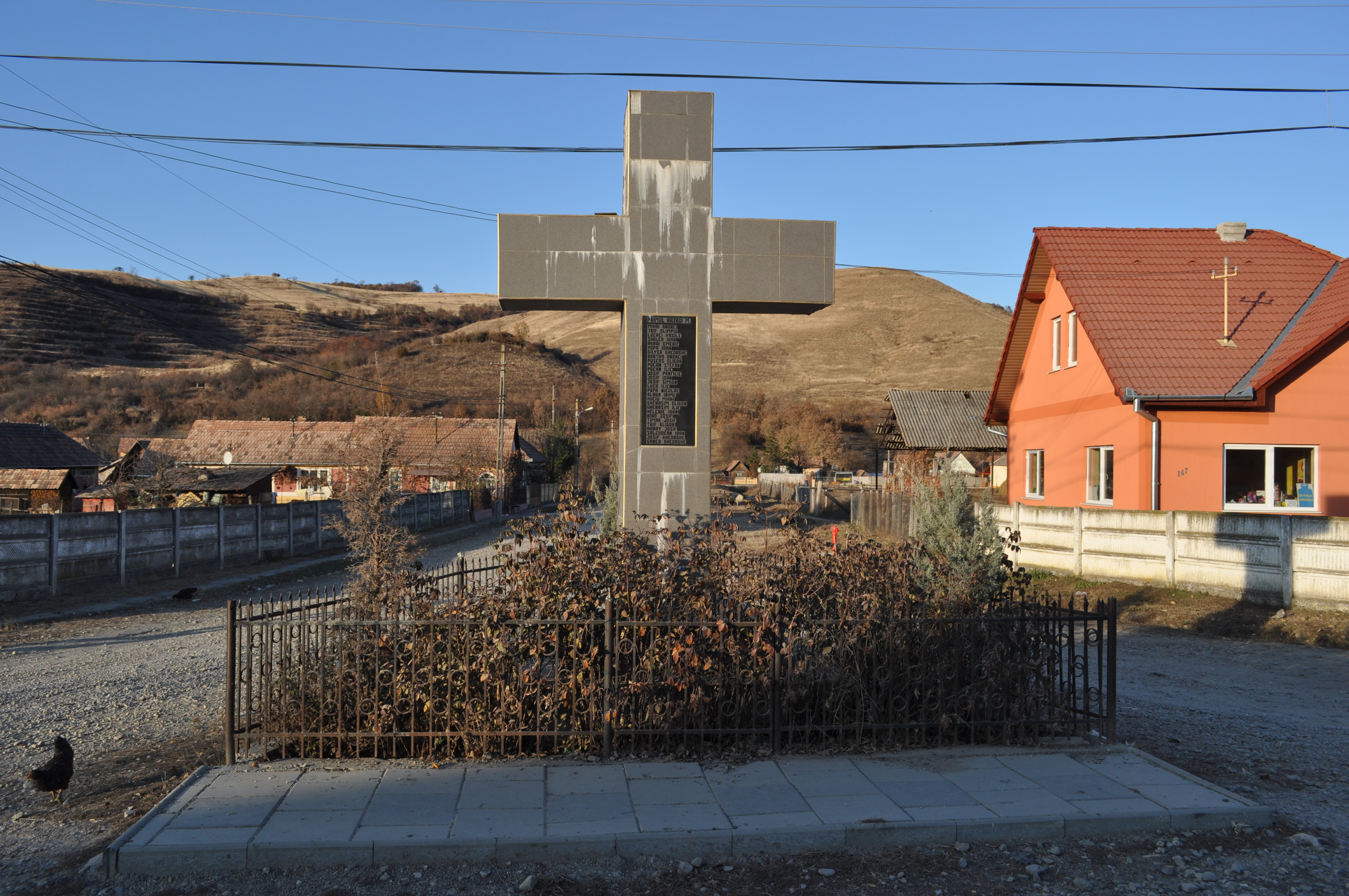
Monumentul Eroilor
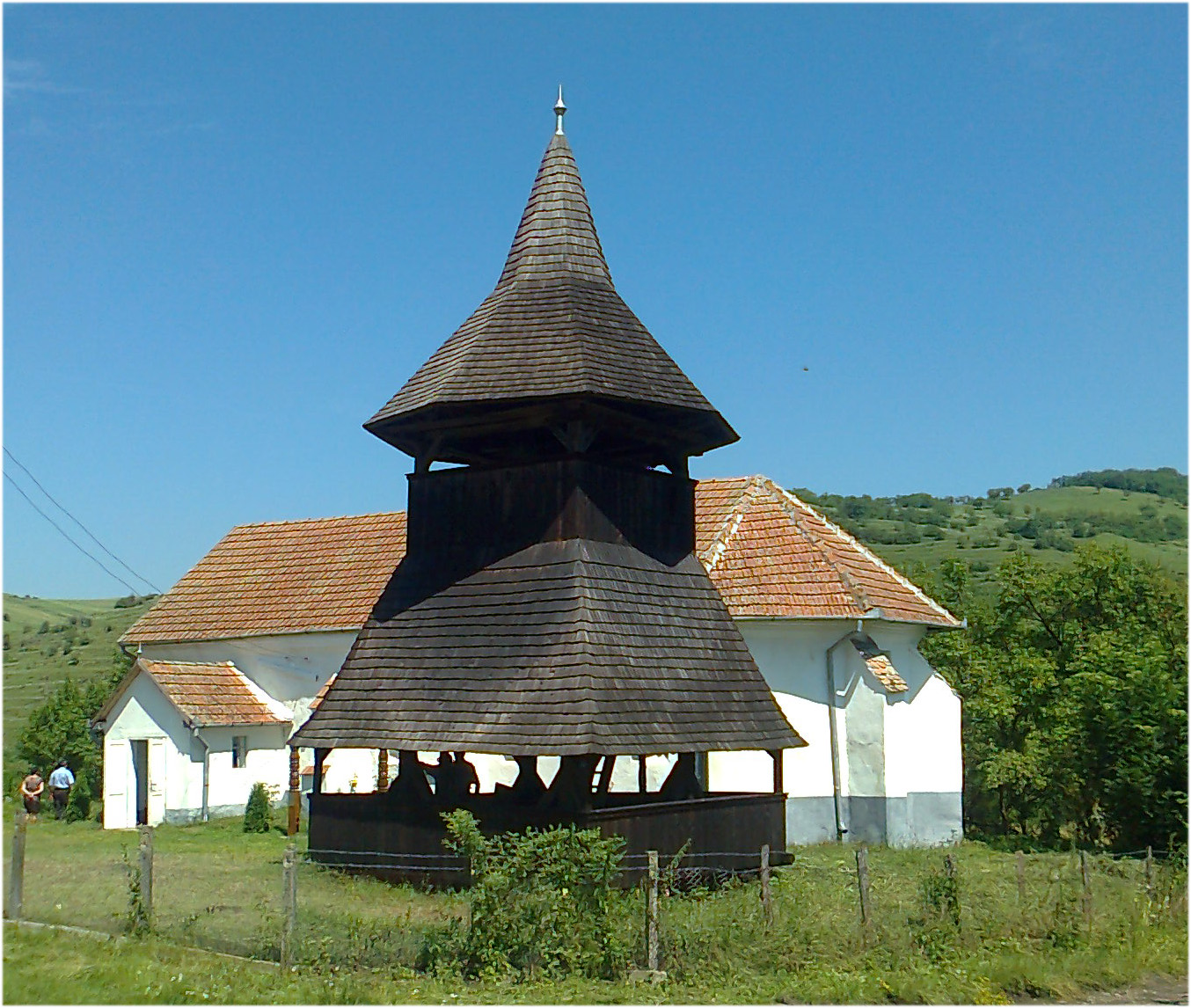
Biserica reformată
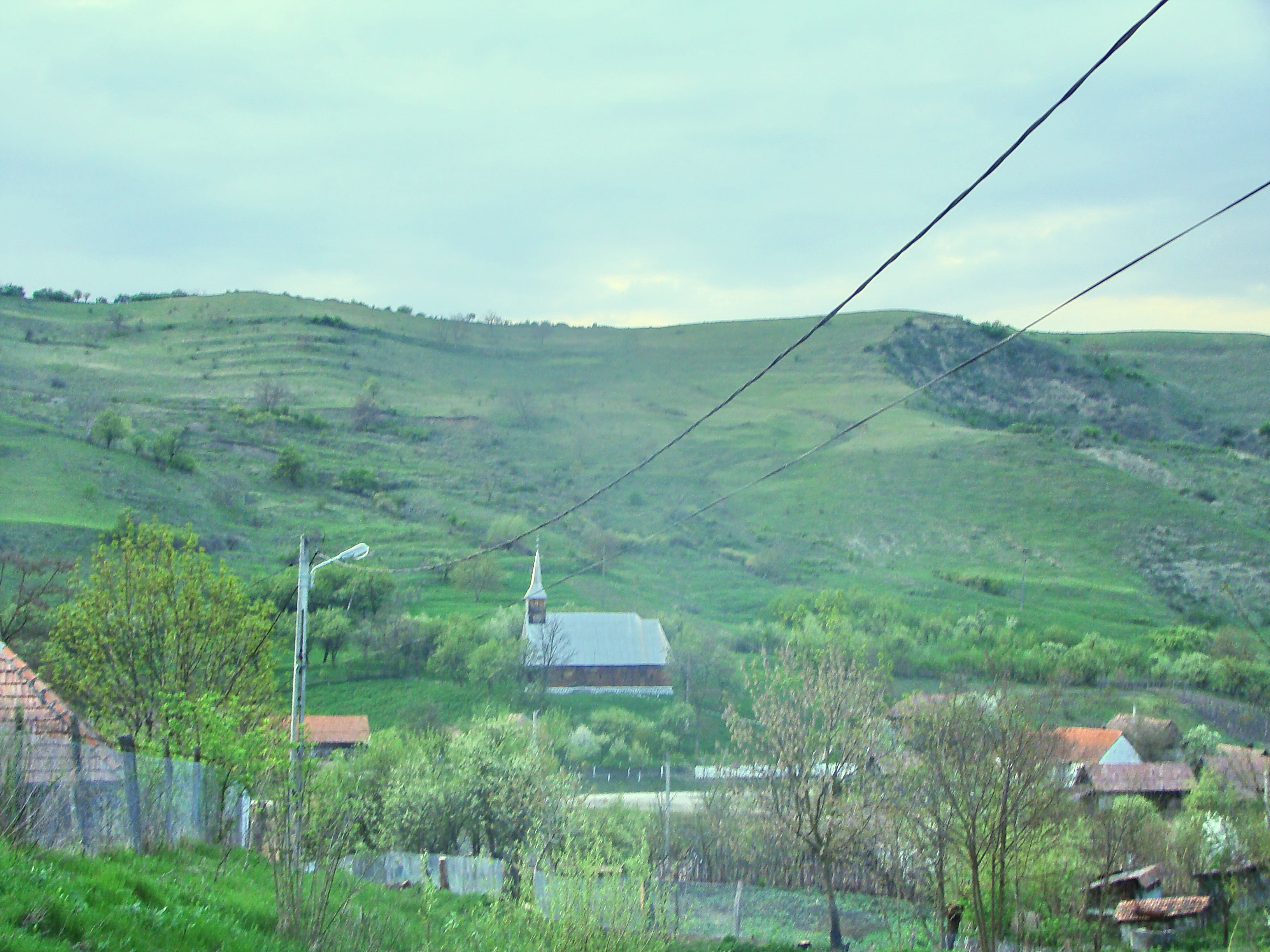
Sânbenedic
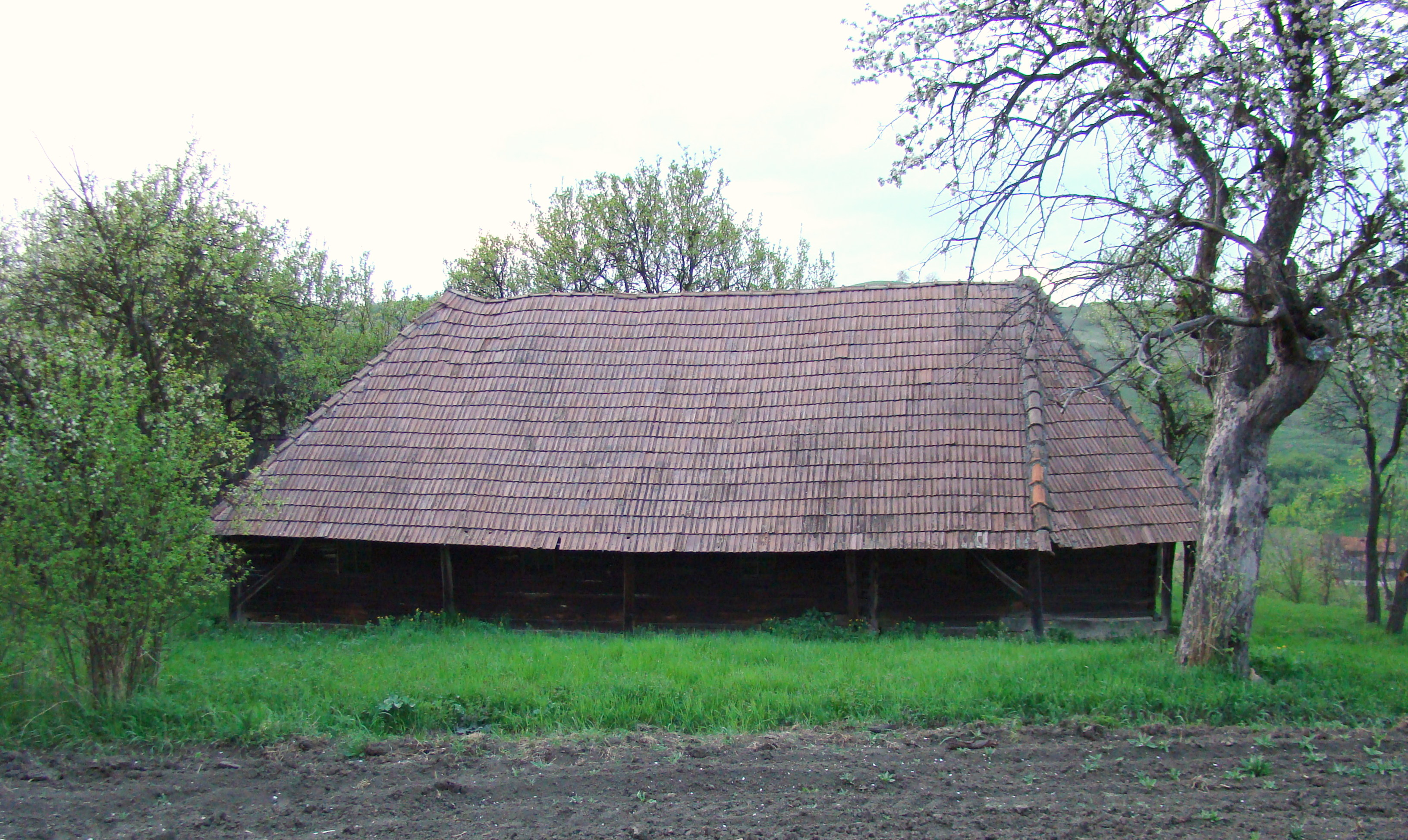
Biserica de lemn „Sfinții Arhangheli” din Sânbenedic (monument istoric)
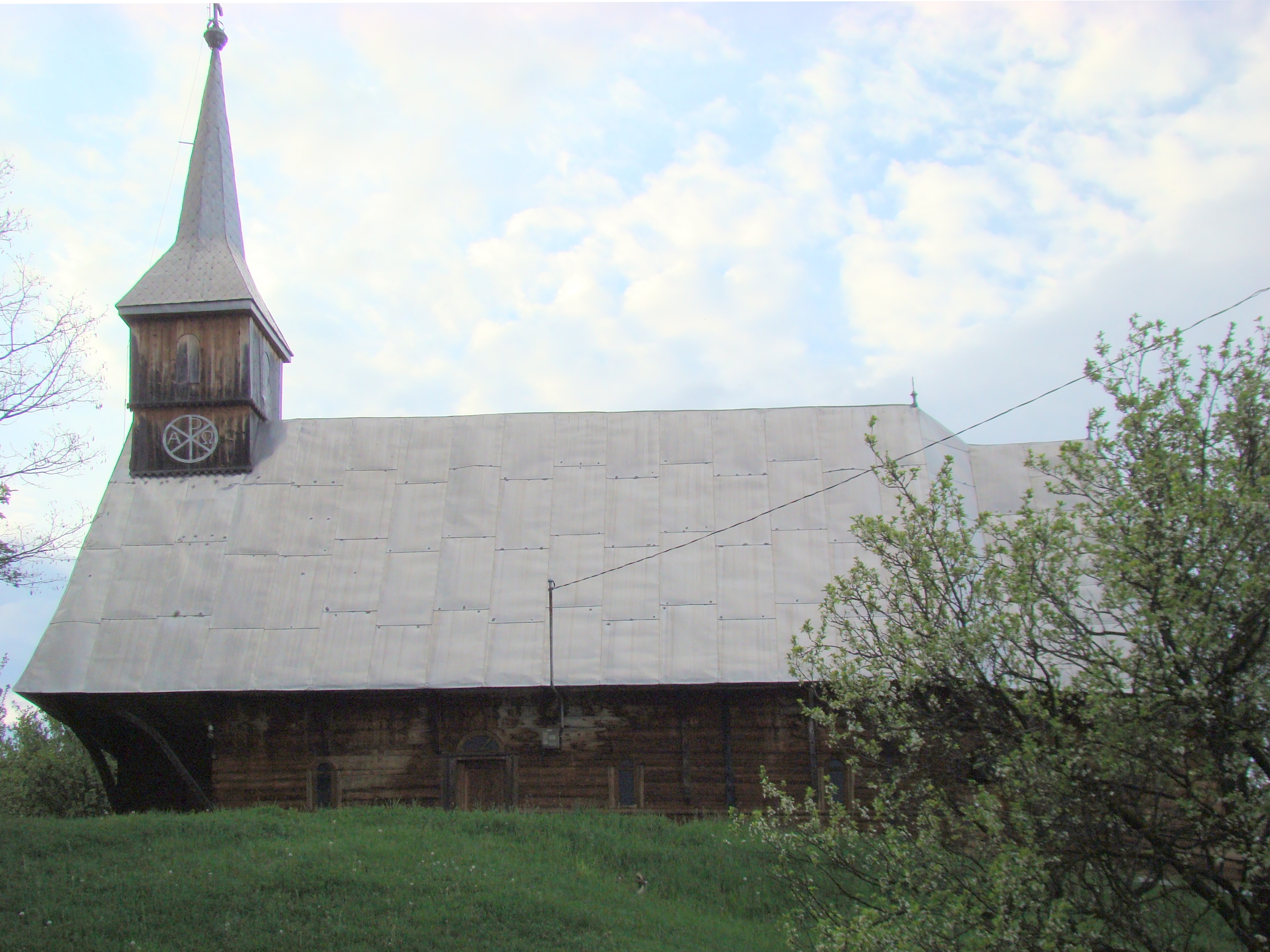
Biserica de lemn „Sf. Nicolae” din Sânbenedic (monument istoric)